# Bondo (Zwitserland)
Bondo (Retoromaans: Buond; Lombardisch: Bond; Duits (verouderd): Bundth) is een plaats en voormalige gemeente in het Zwitserse bergdal Val Bregaglia, behorend tot het kanton Graubünden.
Tot de gemeente behoort naast de hoofdplaats Bondo ook de nabijgelegen gehuchten Promotogno en Castelmur. Bondo ligt niet zoals de meeste plaatsen in het Val Bregaglia aan de hoofdweg, maar op een kleine afstand hiervan. De dorpskern is mede hierdoor zeer goed bewaard gebleven. Ten zuiden van het dorp opent zich het woeste bergdal Val Bondasca dat uitloopt op de vergletsjerde Pizzo Badile (3367 m).
De belangrijkste bouwwerken in Bondo zijn de kerk San Martino uit de 15e eeuw met zijn oudere, romaanse toren en het Palazzo van de invloedrijke familie Salis uit 1774.
In 2017 werd het dorp getroffen door een modderstroom ten gevolge van een aardverschuiving vanaf de Piz Cengalo. Als gevolg van de, sinds 2005, voortdurend verder smeltende gletsjer, als gevolg van de opwarming van de aarde. Later volgde een tweede aardverschuiving. In het dorp vielen geen slachtoffers, dankzij tijdige evacuatie. Wel werden 8 wandelaars die in de bergen liepen vermist. De zoektocht naar hen werd na enkele dagen gestopt.
- Gemeinsame Normdatei: 4758147-5
- Historisch woordenboek van Zwitserland: 001532
- Virtual International Authority File: 18144814249558527293